# Prima Categoria Basilicata 1962-1963
Il campionato di calcio di Prima Categoria 1962-1963 è stato il V livello del campionato italiano. A carattere regionale, fu il quarto campionato dilettantistico con questo nome dopo la riforma voluta da Zauli del 1958.
Questi sono i gironi organizzati del Comitato Regionale Basilicata.

## Girone A

### Squadre partecipanti
| Squadra               | Città (provincia)       | Stagione precedente           |
| --------------------- | ----------------------- | ----------------------------- |
| U.S. Acheruntia       | Acerenza (PZ)           |                               |
| Cadetti S. Maria      | Potenza                 |                               |
| Frassati Potenza      | Potenza                 |                               |
| U.S. Fulminea Melfi   | Melfi (PZ)              |                               |
| A.C. Lagopesole       | Lagopesole (PZ)         |                               |
| U.S. Libertas-Invicta | Potenza                 |                               |
| U.S. Moliternese      | Moliterno (MT)          | 7º posto in Prima Categoria A |
| U.S. Montecalvo       | Pescopagano (PZ)        |                               |
| C.S. Vultur           | Rionero in Vulture (PZ) |                               |
| Avigliano             | Avigliano (PZ)          |                               |
| Genzano               | Genzano di Lucania (PZ) |                               |

### Classifica finale
|  | Pos. | Squadra             | Pt | G  | V  | N | P  | GF | GS | DR  |
|  | ---- | ------------------- | -- | -- | -- | - | -- | -- | -- | --- |
|  | 1.   | Montecalvo          | 26 | 16 | 12 | 2 | 2  | 36 | 7  | +29 |
|  | 2.   | Libertas Invicta    | 26 | 16 | 13 | 0 | 3  | 42 | 12 | +30 |
|  | 3.   | Fulminea Melfi (-1) | 20 | 16 | 10 | 1 | 5  | 28 | 18 | +10 |
|  | 4.   | Cadetti S. Maria    | 18 | 16 | 7  | 4 | 5  | 21 | 25 | -4  |
|  | 5.   | Frassati Potenza    | 16 | 16 | 6  | 4 | 6  | 21 | 18 | +3  |
|  | 6.   | Lagopesole          | 13 | 16 | 5  | 3 | 8  | 18 | 41 | -23 |
|  | 7.   | Vultur Rionero      | 10 | 16 | 3  | 4 | 9  | 20 | 25 | -5  |
|  | 8.   | Acheruntia (-1)     | 8  | 16 | 2  | 5 | 9  | 12 | 31 | -19 |
|  | 9.   | Moliternese (-1)    | 4  | 16 | 2  | 1 | 13 | 7  | 29 | -22 |

Legenda:
      Ammesso alle finali regionali.
      Retrocesso in Seconda Categoria.
Regolamento:
Due punti a vittoria, uno a pareggio, zero a sconfitta.
Note:
Fulminea Melfi, Acheruntia e Moliternese hanno scontato 1 punto di penalizzazione in classifica per una rinuncia.
Avigliano e Genzano non classificate dopo il ritiro dal campionato.

## Girone B

### Squadre partecipanti
| Squadra                     | Città (provincia)      | Stagione precedente |
| --------------------------- | ---------------------- | ------------------- |
| A.C.L.I. Piccianello Matera | Matera                 |                     |
| U.S. Bernalda               | Bernalda (MT)          |                     |
| U.S. Eraclea                | Policoro (MT)          |                     |
| Pol. Libertas               | Ferrandina (MT)        |                     |
| Pol. Libertas Matera        | Matera                 |                     |
| Pol. Matera                 | Matera                 |                     |
| A.S. Montalbano             | Montalbano Jonico (MT) |                     |

### Classifica finale
|  | Pos. | Squadra                     | Pt | G  | V  | N | P  | GF | GS | DR  |
|  | ---- | --------------------------- | -- | -- | -- | - | -- | -- | -- | --- |
|  | 1.   | Montalbano                  | 21 | 12 | 10 | 1 | 1  | 43 | 9  | +34 |
|  | 2.   | Libertas Matera             | 17 | 12 | 8  | 1 | 3  | 25 | 8  | +17 |
|  | 3.   | Libertas                    | 17 | 12 | 7  | 3 | 2  | 21 | 10 | +11 |
|  | 4.   | Pol. Matera (-2)            | 6  | 12 | 4  | 0 | 8  | 10 | 43 | -33 |
|  | 5.   | Eraclea                     | 5  | 12 | 2  | 1 | 9  | 6  | 21 | -15 |
|  | 6.   | Bernalda                    | 2  | 12 | 1  | 0 | 11 | 3  | 22 | -19 |
|  | 7.   | A.C.L.I. Piccianello Matera | 0  | 12 | 0  | 0 | 12 | 0  | 25 | -25 |

Legenda:
      Ammesso alle finali regionali.
      Retrocesso in Seconda Categoria.
Regolamento:
Due punti a vittoria, uno a pareggio, zero a sconfitta.
Note:
Pol. Matera ha scontato 2 punti di penalizzazione in classifica per due rinunce.

## Finale per il titolo lucano
|                        | Risultato |            | Luogo e data            |
| ---------------------- | --------- | ---------- | ----------------------- |
| Montecalvo Pescopagano | 1 - 0     | Montalbano | Potenza, 30 giugno 1963 |
|                        |           |            |                         |

- Montecalvo Pescopagano è campione regionale lucano.

### Libri
- Annuario F.I.G.C. 1962-1963, Roma (1963) conservato presso:
  - tutti i Comitati Regionali F.I.G.C.-L.N.D.;
  - la Lega Nazionale Professionisti;
  - la Biblioteca Nazionale Centrale di Firenze;
  - la Biblioteca Nazionale Centrale di Roma;

### Giornali
- Archivio della Gazzetta dello Sport, anni 1962 e 1963, consultabile presso le Biblioteche:
  - Biblioteca Nazionale Braidense di Milano;
  - Biblioteca Nazionale Centrale di Firenze;
  - Biblioteca Nazionale Centrale di Roma;
  - Biblioteca Civica Berio di Genova;
  - e presso Emeroteca del C.O.N.I. di Roma (non è online ma è da consultare in sede).